# Flying Dutchman
För andra betydelser, se Den flygande holländaren.

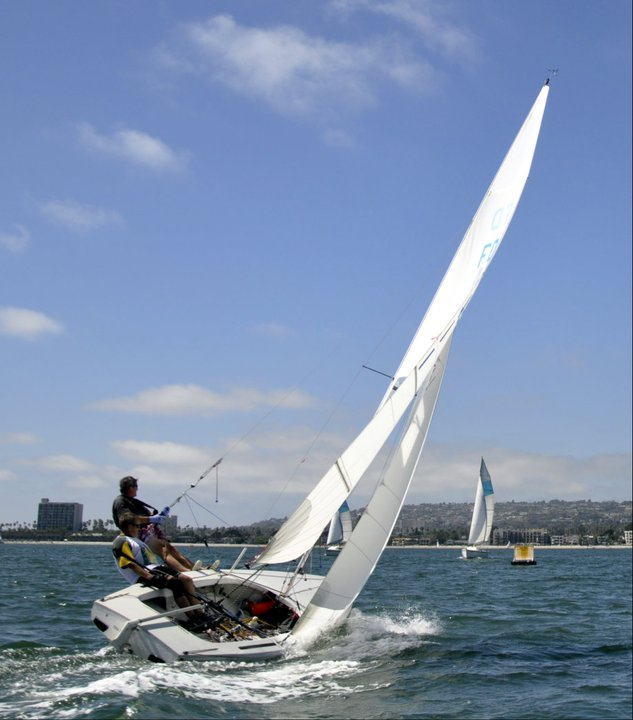

Flying dutchman

Flying Dutchman är en tvåmansjolle med centerbord och trapets. 
Den är 6,06 meter lång, 1,78 meter bred och försedd med ett storsegel på 10,2 m², en genua på 8,4 m² och en spinnaker på 21 m². Den väger 165 kg.
Jollen konstruerades år 1951 av nederländarna Conrad Gülcher och Uus van Essen år 1951. Den var olympisk klass mellan 1960 och 1992.
De första jollarna byggdes av plywood. Senare jollar är byggda av glasfiber.